# Rồi hoa sẽ nở
Rồi hoa sẽ nở (Nhật: やがて君になる Hepburn: Yagate Kimi ni Naru) là một bộ manga thuộc thể loại yuri, lãng mạn do Nakatani Nio viết và minh họa. Bộ truyện được đăng dài kỳ trên tạp chí shōnen manga hàng tháng Dengeki Daioh từ tháng 4 năm 2015 đến tháng 9 năm 2019. Tác phẩm xoay quanh câu chuyện về hai nữ sinh trung học Koito Yu và Nanami Toko, cùng hành trình khám phá bản thân và mối quan hệ của cả hai trong suốt thời gian học cấp ba.
Trước khi viết Rồi hoa sẽ nở, Nakatani đã có kinh nghiệm xuất bản dōjinshi về các cặp đôi nữ giới lấy cảm hứng từ nhân vật trong Touhou. Tuy bản thân vị tác giả không định hướng những tác phẩm của mình theo thể loại yuri, cô lại nhận được sự ủng hộ nhiệt tình từ cộng đồng độc giả, khơi gợi trong nữ mangaka niềm hứng thú sáng tác một câu chuyện lãng mạn xoay quanh tình yêu giữa các cô gái. Tại một hội chợ dōjinshi, Nakatani được một biên tập viên từ Dengeki Daioh đề nghị vẽ một bộ truyện yuri cho tạp chí và cô đã đồng ý.
ASCII Media Works đã biên soạn bộ manga thành tám tập tankōbon dưới ấn hiệu Dengeki Comics NEXT tại Nhật Bản, đồng thời tiến hành xuất bản tác phẩm từ tháng 10 năm 2015 đến tháng 11 năm 2019. Seven Seas Entertainment đã cấp phép và phát hành bản tiếng Anh của bộ truyện tại Bắc Mỹ từ tháng 1 năm 2017 đến tháng 8 năm 2020. Phía công ty IPM chịu trách nhiệm xuất bản tựa manga tại Việt Nam, đồng thời ấn hành chính thức thông qua Nhà xuất bản Hà Nội từ ngày 24 tháng 4 đến ngày 22 tháng 8 năm 2023. Xưởng Troyca đã chuyển thể năm tập đầu tiên của tác phẩm thành anime truyền hình, được phát sóng từ tháng 8 đến tháng 12 năm 2018. Trong khi đó, Bilibili là bên đảm nhận khâu phát hành phiên bản phụ đề tiếng Việt của phim tại thị trường Việt Nam.

## Cốt truyện
Koito Yu, một nữ sinh lớp 10, bất ngờ nhận được lời tỏ tình từ một người bạn học cũ thời cấp hai. Tuy nhiên, do cảm thấy bản thân chưa thực sự hiểu rõ về tình yêu, cô đã từ chối lời tỏ tình. Sau đó, khi chứng kiến Nanami Toko — một học sinh lớp 11 và là thành viên hội học sinh — từ chối lời tỏ tình của một cậu nam sinh, Yu bắt đầu nhận ra rằng Toko có thể cũng có quan điểm giống mình về tình yêu lãng mạn. Yu quyết định tiếp cận Toko, và cả hai dần dành nhiều thời gian cho nhau, từ đó xây dựng một mối quan hệ thân thiết. Tuy nhiên, Toko đã chủ động thổ lộ tình cảm với Yu, khiến Yu ngạc nhiên. Mặc dù Yu không thể đáp lại tình cảm, Toko vẫn vui vẻ và không hề phiền muộn.
Tham gia tranh cử hội trưởng hội học sinh, Toko đã mời Yu làm người đề cử cho mình trong cuộc bầu cử. Nhận thấy nỗi bất an của Saeki Sayaka, người bạn thân của Toko, Yu đã đồng ý lời đề nghị. Toko chia sẻ rằng cô luôn tin tưởng Yu về mặt tinh thần và coi Yu là người duy nhất mà cô có thể bộc lộ sự yếu đuối. Ý thức được vai trò của mình trong việc hỗ trợ Toko, Yu quyết định tham gia vào hội học sinh. Nhờ sự ủng hộ từ Yu, Toko đã chiến thắng trong cuộc bầu cử và chính thức trở thành hội trưởng hội học sinh mới.
Trong vai trò hội trưởng hội học sinh, Toko đề xuất kế hoạch khôi phục vở kịch truyền thống của hội, vốn đã ngưng tổ chức trong suốt bảy năm. Yu phản đối ý tưởng và không tiến cử bạn mình là Kano Koyomi, một cô gái đam mê viết tiểu thuyết, khi hội học sinh tìm kiếm biên kịch cho vở diễn. Sau đó, Sayaka đã đề nghị Yu mời Sayaka tham gia dự án và yêu cầu cô tìm hiểu về hội trưởng hội học sinh bảy năm trước. Qua quá trình điều tra, Yu phát hiện rằng Mio, chị gái của Toko, từng giữ chức vụ này và cô đã tham gia dàn dựng một vở kịch vào thời điểm đó. Tuy nhiên, Mio đã qua đời trong một vụ tai nạn giao thông trước khi vở kịch được công diễn. Yu nhận ra rằng Toko vẫn luôn cố gắng nhập vai chị gái của mình với mong muốn thực hiện vở kịch thay cho chị gái. Mặc dù cô đã cố gắng thuyết phục Toko rằng việc này là không cần thiết, Toko vẫn kiên quyết phủ nhận một cách lạnh nhạt. Tuy nhiên, Mio qua đời trong một vụ tai nạn giao thông trước khi vở kịch được công diễn. Từ đó, Yu nhận ra rằng Toko luôn cố gắng tái hiện hình ảnh người chị quá cố nhằm hoàn thiện tâm nguyện của chị. Mặc dù Yu thuyết phục Toko từ bỏ ý định sống dưới cái bóng của chị, Toko vẫn kiên quyết phủ nhận và tiếp tục kế hoạch của mình.
Koyomi đã hoàn thành bản phác thảo đầu tiên cho vở kịch. Cốt truyện xoay quanh một cô gái bị mất trí nhớ, buộc phải dựa vào lời mô tả của người khác để tìm kiếm bản ngã thực sự của mình. Kết thúc ban đầu của vở kịch là khoảnh khắc cô gái chọn hình ảnh bản thân theo góc nhìn của người yêu. Hội học sinh quyết định tổ chức trại tập huấn nhằm tập luyện cho vở kịch sắp tới. Trong đợt tập huấn, diễn viên Ichigaya Tomoyuki (bạn học cũ của Mio) được giáo viên cố vấn cho hội mời đến hỗ trợ. Toko được tiết lộ qua lời kể của anh rằng Mio từng là một con người hoàn toàn khác so với lúc bấy giờ. Chính điều này đã khiến Toko rơi vào trạng thái hoang mang và mâu thuẫn. Cảm thấy lo lắng, Yu đã cho phép Koyomi sửa đổi kết thúc vở kịch, thay vì nhân vật chính lựa chọn hành động theo góc nhìn của người khác, Yu mong muốn cô gái sẽ chọn lựa làm chính mình. Yu tin rằng sự thay đổi sẽ giúp Toko có thể học cách chấp nhận con người thật của mình. Vở kịch được trình diễn tại lễ hội văn hóa và nhận về sự tán thưởng của khán giả nhờ cốt truyện hấp dẫn và màn trình diễn xuất sắc của Toko. Sau vở diễn, đạo diễn đoàn kịch địa phương đã đề nghị Toko gia nhập đoàn và mời cô trở thành diễn viên. Mặc dù ban đầu Toko từ chối, nhưng sau khi cân nhắc kỹ lưỡng, cô đã đồng ý tham gia.
Toko bày tỏ lòng biết ơn đối với sự hỗ trợ của Yu và khẳng định mong muốn Yu tiếp tục đồng hành bên cạnh mình như trước. Tuy nhiên, Yu đã nảy sinh tình cảm cho Toko và bất ngờ tỏ tình với cô. Phản ứng sốc của Toko làm Yu hiểu lầm rằng cô đã từ chối tình cảm của mình. Yu buồn bã và bỏ đi, khiến Toko nhận ra rằng cô đã vô tình lợi dụng sự quan tâm và tình cảm của Yu. Trong khi đó, Sayaka đang tâm sự với Kodama Miyako (chủ một quán cà phê) về tình cảm bí mật của cô dành cho Toko. Trong chuyến tham quan Kyoto của lớp 11, Sayaka đã chính thức tỏ tình với Toko. Tuy nhiên, Toko từ chối lời tỏ tình của Sayaka, đồng thời thừa nhận cảm tình của cô dành cho Yu. Mặc dù bị từ chối, Sayaka vẫn chấp nhận quyết định của Toko. Trong khi đó, Yu nhận rằng bản thân cô đang né tránh đối mặt với những vấn đề nội tâm. Sau buổi trò chuyện hòa giải với Toko, Yu đã đón nhận tình cảm của cô.
Trong quá trình tương tác, Yuu và Toko dần phát triển mối quan hệ thân thiết hơn cả về mặt cảm xúc lẫn thể xác. Mốc điểm đánh dấu bước ngoặt quan trọng trong mối quan hệ của cả hai là chuyến đi chơi bowling cùng nhau. Theo thỏa thuận, người thua cuộc sẽ phải đáp ứng mọi yêu cầu của người chiến thắng. Sau chiến thắng, Yu đề nghị được ngủ lại nhà Toko. Toko đồng ý và chia sẻ rằng cô cũng mong muốn điều đó. Họ đã qua đêm tại nhà của Toko, và quan hệ tình dục.
Ba năm sau, Yu và Toko đã hoàn thành chương trình học cấp ba và tiếp tục theo học đại học. Cả hai cùng đeo nhẫn cưới và tham dự lễ hội văn hóa tại trường cũ cùng với hội học sinh tiền nhiệm. Tác phẩm khép lại với hình ảnh Yu và Toko bước đi trong màn đêm, sau khoảng thời gian hồi tưởng về hành trình gắn kết của cả hai và những dự định về cuộc sống trưởng thành phía trước.

## Các nhân vật
Koito Yu (小糸 侑 Koito Yū)
Lồng tiếng bởi: Kanemoto Hisako (video quảng cáo manga), Takada Yūki (anime) (tiếng Nhật); Tia Ballard (tiếng Anh)
Yu là một nữ sinh 16 tuổi tại trường cấp ba Toomi Higashi có khó khăn trải nghiệm cảm giác yêu thương. Cô là loại người thấy khó từ chối bất kì yêu cầu nào nhờ đến cô.
Nanami Toko (七海 燈子 Nanami Tōko)
Lồng tiếng bởi: Kotobuki Minako (video quảng cáo manga, anime) (tiếng Nhật); Luci Christian (tiếng Anh)
Toko là nữ sinh 16 tuổi và hội trưởng hội học sinh. Cô có khó khăn trải nghiệm cảm giác yêu thương cho đến khi cô gặp Yu. Khi ở bề ngoài cô có vẻ đáng tin cậy và không thể lay chuyển, ở bên trong cô đang giấu nỗi sợ và khát khao đặc biệt khi người khác so sánh cô với người chị đã mất. Chỉ có Yu suy luận ra điều này và thấy được mặt dễ tổn thương của cô.
Saeki Sayaka (佐伯 沙弥香 Saeki Sayaka)
Lồng tiếng bởi: Kayano Ai (tiếng Nhật); Shanae'a Moore (tiếng Anh)
Sayaka là bạn thân nhất của Touko từ năm lớp 10, và cảm thấy cô ấy biết Toko rõ nhất. Cô là nữ sinh lớp 11 và hội phó hội học sinh. Cô thầm yêu Toko, nhưng cô giữ nó cho bản thân, không muốn hủy hoại mối quan hệ đang tồn tại của họ. Cô quyết định rằng cô chỉ cần hỗ trợ bạn mình hết lòng là được.
Maki Seiji (槙 聖司 Maki Seiji)
Lồng tiếng bởi: Ichikawa Taichi (tiếng Nhật); Clint Bickham (tiếng Anh)
Seiji là nam sinh lớp 10 và thành viên của hội học sinh. Cậu lớn lên xung quanh hai người chị và một em gái, nên cậu dễ bắt chuyện với các nữ sinh.
Dojima Suguru (堂島 卓 Dōjima Suguru)
lồng tiếng bởi: Nogami Shō (tiếng Nhật); Greg Cote (tiếng Anh)
Dojima là nam sinh lớp 10 và thành viên của hội học sinh.
Kano Koyomi (叶 こよみ Kanō Koyomi)
lồng tiếng bởi: Kohara Konomi (tiếng Nhật); Brittney Karbowski (tiếng Anh)
Koyomi là bạn cùng lớp của Yu và bạn từ cấp 2. Cô muốn trở thành nhà văn.
Hyuga Akari (日向 朱里 Hyūga Akari)
lồng tiếng bởi: Terasaki Yuka (tiếng Nhật); Amber Lee Connors (tiếng Anh)
Akari là bạn cùng lớp của Yu và bạn từ cấp 2. Cô là thành viên của câu lạc bộ bóng rổ.
Hakozaki Riko (箱崎 理子 Hakozaki Riko)
lồng tiếng bởi: Nakahara Mai (tiếng Nhật); Patricia Duran (tiếng Anh)
Hakozaki là giáo viên ngữ văn và cố vấn của hội học sinh.
Kodama Miyako (児玉 都 Kodama Miyako)
lồng tiếng bởi: Mori Nanako (tiếng Nhật); Samantha Stevens (tiếng Anh)
Miyako là chủ quán café mà các thành viên hội học sinh thường đến. Cô đang có mối quan hệ với Hakozaki Riko và hai người sống chung trong một căn hộ.
Koito Rei (小糸 怜 Koito Rei)
lồng tiếng bởi: Komatsu Mikako (tiếng Nhật); Marissa Lenti (tiếng Anh)
Rei là chị của Yu đang học đại học. Cô có bạn trai, Hiro, thường đến nhà chơi. Cô thích làm bánh. Cô cũng nhận ra có gì đó giữa Yu và Toko.
Ichigaya Tomoyuki (市ヶ谷 知雪 Ichigaya Tomoyuki)
lồng tiếng bởi: Okitsu Kazuyuki (tiếng Nhật); Blake Shepard (tiếng Anh)
Tomoyuki là diễn viên chuyên nghiệp từng là bạn cùng lớp của Nanami Mio bảy năm trước.
Yuzuki Chie (柚木 千枝 Yuzuki Chie)
lồng tiếng bởi: Senbongi Sayaka (tiếng Nhật)
Senpai và bạn gái cũ của Sayaka từ cấp hai, người chủ động tỏ tình và hình thành một mối quan hệ sau này đổ vỡ, nói rằng "chưa suy nghĩ sáng suốt" và rằng cả hai đều là con gái. Trong manga và anime, Chie không được đặt tên, chỉ được đề cập là "senpai" bởi Sayaka, nhưng được đặt tên trong tiểu thuyết Regarding Saeki Sayaka.

## Quá trình sản xuất

### Nền tảng
Trước khi bắt đầu sản xuất bộ truyện, Nakatani Nio đã tạo dựng được danh tiếng qua các tác phẩm dōjinshi, đặc biệt là những sáng tác dựa trên Touhou Project. Vì tác phẩm của cô chủ yếu về mối quan hệ giữa các cô gái (Nakatani đã sáng tác từ đa số dàn nhân vật nữ của Touhou), cô có được danh tiếng tác giả của manga yuri. Điều này làm Nakatani ngạc nhiên, khi cô không có ý định viết thể loại yuri hay coi tác phẩm của mình thuộc thể loại đó, nói rằng cô chủ yếu cố miêu tả các mối quan hệ con người phức tạp mà làm cô hứng thú. Tuy nhiên, dù sao cô cũng có hứng với thể loại yuri, cô trở nên hứng thú với việc vẽ một chuyện tình rõ ràng giữa các cô gái.
Khi Kusunoki Tatsuya, một biên tập viên của tạp chí manga Dengeki Daioh (Nakatani đã ra mắt chuyên nghiệp với nhà xuất bản của họ về truyện ngắn tự xuất bản trước đây của cô Farewell to My Alter) tiếp cận Nakatani tại hội chợ dōjinshi, hỏi cô có muốn vẽ một bộ truyện yuri cho tạp chí không, Nakatani đã chấp nhận đề nghị. Kusunoki phát biểu rằng anh luôn thích đọc manga yuri và muốn sản xuất một bộ. Anh nói rằng Dengeki Daioh chưa từng có truyện tình cảm giữa nữ tương tự, một lời đề nghị như vậy không chắc được chấp nhận. Tổng biên tập cuối cùng đã phê chuẩn ý tưởng, Kusunoki đã đóng góp vào văn hóa "cởi mở" của nhà xuất bản, cũng như nguồn tài chính của tạp chí.
Trong thảo luận về cách tiếp cận thể loại yuri, Nakatani bày tỏ rằng cô thích các câu chuyện lãng mạn, nhưng cô thất vọng về cốt truyện vẽ một mối quan hệ cần thiết để hoàn thiện chính nó về mặt cảm xúc, nó làm cô cảm thấy như thể "có gì đó sai với tôi." Nakatani cảm thấy rằng các mối quan hệ đồng giới thường né tránh sự phân chia này, và khi cô cố gắng viết một mối quan hệ lãng mạn khác giới có sức thuyết phục, cô càng muốn tạo ra manga về các cặp đồng giới. Trong khi Nakatani cũng từng vẽ manga yaoi, cô kết luận rằng yuri thú vị hơn với cô, cô muốn vẽ các cô gái dễ thương. Trong một bài phỏng vấn, cô nói rằng yuri khó được định nghĩa, nhưng "một khi người đọc nghĩ nó là yuri, thì tại thời điểm đó nó trở thành yuri." Trong một cuộc trò chuyện với các nhà sáng tạo của Akuma no Riddle Kōga Yun và Minakata Sunao, cô đồng tình với ý kiến của Kōga rằng yuri là về "cô gái có mối quan hệ với cô gái khác," thêm vào đó là "cảm xúc giữa các cô gái." Cô cũng dẫn chứng anime chuyển thể của Sound! Euphonium là một nguồn cảm hứng, nói rằng nó thể hiện "mọi thứ tôi muốn làm trong yuri."

### Phát triển ban đầu
Ngoài việc nó thuộc thể loại yuri, Nakatani không có quyết định gì về chi tiết câu chuyện trước khi chấp nhận đề nghị của Kusunoki. Cô đã phát triển nhiều ý tưởng cho các cốt truyện và nhân vật khác nhau, hầu hết tất cả bị loại bỏ, trừ thiết kế nhân vật của Toko. Tổng biên tập đề nghị một "tình yêu bí mật," mà Nakatani để ý nó thường thấy trong thể loại yuri có các nhân vật phải giữ bí mật mối quan hệ đồng giới của họ do họ đều là con gái. Nakatani không muốn tập trung sự chú ý cốt truyện vào mặt thách thức xã hội về mối quan hệ giữa gái với gái, cô cảm thấy nó sẽ quá đơn giản và có hứng thú hơn trong việc khám phá thiếu sót cá nhân của các nhân vật. Do đó, cô nghĩ về một biến thể trong ý tưởng, thay vì giữ bí mật tình yêu của họ khỏi những người khác, điểm kịch tính sẽ là hai cô gái giữ bí mật tình yêu của họ với nhau. Điều này trở thành sự thúc đẩy cho cái sẽ trở thành câu chuyện lãng mạn của Yu và Toko.
Kusunoki đề xuất một câu chuyện yuri "sáng và tối" cho Nakatani, trong đó một nhân vật "tối" sẽ được nhân vật "sáng" cứu bằng cách nào đó, như là một động lực được thấy trong các manga yuri khác mà anh đã xem. Toko được tạo ra trước làm phần "tối" của cặp, trong khi Yu được tạo ra để lắp vào vai trò "sáng". Nakatani muốn Toko là người hấp dẫn nhưng "phiền hà," và thiết kế cho cô ấy có vẻ hoàn hảo bề ngoài, nhưng trong thực tế là một người cố chấp thiếu tự tin về cảm xúc sâu sắc và ghét bản thân, người sẽ tỏ tình nhưng không muốn được đáp lại. Từ đó, Nakatani đã phát triển Yu là cô gái mà theo cô tưởng tượng sẽ có thể giúp và đến cuối cùng đem lòng yêu Toko.
Yu được dự tính là tương phản với Toko về hình ảnh và tính khí, như một cô gái dễ thương một cách cẩn trọng có một mặt "điềm tĩnh" sâu sắc hơn. Tính cách của cô ấy được viết là một người sẽ không cảm thấy hạnh phúc về tình yêu của Toko nhưng cũng không từ chối cô ấy, mà dẫn đến việc cô ấy được tạo ra như một cô gái ao ước cảm xúc lãng mạn nhưng không hiểu nó. Khi họ lên ý tưởng về nhân vật, Kusunoki và Nakatani hỏi những người khác quanh họ những câu chuyện về trải nghiệm lãng mạn của họ. Một cô gái nói rằng cô không hiểu cảm xúc lãng mạn, và Nakatani đã miêu tả cảm xúc của Yu trong manga dựa trên câu chuyện của cô ấy. Khi vai của Toko là hội trưởng hội học sinh được quyết định, Nakatani nghĩ ra Sayaka, bạn của Toko trong hội học sinh, người có tình cảm không được đáp lại với Toko. Nakatani muốn Sayaka xuất hiện như là người "cực kỳ điềm đạm," và cô ấy được thiết kế để tương phản với hình ảnh "đáng yêu" của Toko khi đứng bên cạnh cô ấy với vai trò hội phó hội học sinh và đối thủ trong học tập.
Lúc vạch ra bối cảnh, Nakatani chọn đặt Rồi hoa sẽ nở trong một môi trường nam nữ học chung, nó đối lặp với các manga yuri khác thường chọn bối cảnh trường học nữ sinh. Đó là do cô cảm thấy rằng việc thêm nhân vật nam mà Toko không có hứng thú đáp ứng vào việc hình thành tính cách thu hút vào nữ giới của Toko như một đặc điểm cá nhân độc đáo tách biệt cô khỏi các cô gái khác có trong câu chuyện. Nakatani lý giải người đọc có khả năng mong đợi Yu hay Toko sau này sẽ có mối quan hệ khác giới, và do đó giới thiệu nhân vật nam như là một cách ngăn chặn khả năng này (như là họ đã có bạn gái).
Maki, một nhân vật nam phụ lớn có hứng thú với mối quan hệ của Yu với Toko và cho cô ấy lời khuyên, được mô tả là không có hứng thú đến mối quan hệ cho bản thân. Cậu ấy được dự định là một nhân vật làm nền cho Yu, mặc cho cậu ấy không cảm nhận cảm xúc lãng mạn, cậu ấy vui vẻ với điều đó. Khía cạnh này của nhân vật cũng là để ngăn cậu ấy là một người có tình cảm lãng mạn cho Yu hay Toko. Nakatani đã thêm Maki để cho thấy người ta có thể được thỏa mãn mà không cần mối quan hệ lãng mạn. Nhà thiết kế nhân vật của anime, Gōda Hiroaki, cảm thấy trong khi cậu ấy không thể có mối quan hệ trực tiếp với dàn nữ của câu chuyện, anh đồng cảm với mong muốn được xem mối quan hệ của Yu và Toko phát triển của Maki. Cặp người lớn đồng tính nữ Riko và Miyako được giới thiệu để gợi ý rằng mối quan hệ của Yu và Toko là có khả thi trong tương lai. Các thiết kế của nhiều nhân vật trung tâm được quyết định trước khi manga bắt đầu xuất bản định kỳ.

### Xuất bản định kỳ
Nakatani và Kusunoki muốn làm cảm xúc của nhân vật dễ hiểu với người đọc mà có thể không đồng cảm với họ. Điều này quan trọng nhiều cho nhân vật nữ của câu chuyện để được yêu thích đối với đối tượng shōnen của Dengeki Daioh. Họ cố không né tránh nhân vật có cảm xúc phức tạp, tin rằng nếu nó được mô tả thành công, nó sẽ dẫn đến một câu chuyện vừa ý hơn. Kusunoki nói đây là một thử thách, nhưng có cảm giác Nakatani có khả năng hoàn thành nó.
Lúc dựng câu chuyện của Rồi hoa sẽ nở, Nakatani giữ tiến độ bộ truyện theo kiểu luôn có một plot twist kịch tính quan trọng ở cuối mỗi tập. Ví dụ, cô cố tình tránh thể hiện quan điểm của Toko cho đến chương 10 của manga, nó được đặt vào cuối tập hai của tankōbon. Cô cảm thấy nó như là một đỉnh điểm lý tưởng cho kết thúc của tập đó, làm một điểm then chốt khi mà bản chất mối quan hệ của cô ấy với Yu đã vững chắc. Trong phản hồi cho biên tập của Happy Sugar Life Sasaki Katsuyuki nói rằng điều này đã "làm đảo lộn câu chuyện," Kusunoki bình luận rằng nó cho phép người đọc đọc lại các chương trước trên phương diện mới, và nói rằng câu chuyện "thật sự bắt đầu" từ thời điểm đó. Theo Nakatani cảm thấy quan trọng là không cho các nhân vật thay đổi quá nhanh, cô cố giữ trong đầu điều cô cảm nhận rằng họ sẽ làm như thế tại thời điểm mà cô đã phát triển họ.
Tiểu thuyết ăn theo, tập trung vào tính cách của Sayaka như nhân vật chính trung tâm, được viết bởi Iruma Hitoma, người mà Nakatani đã từng hợp tác trong tiểu thuyết trước đây của anh Shoujo Mousouchuu. Mặc dù cô ban đầu thấy lo sợ khi cho người khác viết về nhân vật của cô, khi có quyết định Iruma sẽ là người viết, cô đồng ý. Nakatani cung cấp cho Iruma nhiều chi tiết cô ấy dự định thêm vào bộ truyện. Cùng với những chi tiết đó, Nakatani đã viết hội thoại cho cuộc trò chuyện lúc Yu và Toko biết Sayaka có bạn gái, mà sau này được thêm vào chương cuối của manga. Iruma đã chọn bắt đầu tiểu thuyết với Sayaka ở trường tiểu học, do anh không cảm thấy tự tin rằng trải nghiệm thời học cấp hai của cô sẽ là đủ cho một tiểu thuyết đầy đủ, và do đó đã tưởng tượng một lịch sử cho cô ấy dựa trên số ít chi tiết được đưa ra về quá khứ của cô ấy trong manga. Anh nói rằng trong khi Nakatani là nhà sáng tạo gốc, anh cảm thấy vai trò của anh trong việc sáng tạo tiểu thuyết là "người đóng góp câu chữ."
Sau khi phát hành tiểu thuyết, Nakatani nói rằng cách viết của Iruma đã ảnh hưởng cách cô đã viết Sayaka, cụ thể đoạn tỏ tình Toko của cô ấy trong chương 37. Cô nói rằng cô không loại bỏ hiểu biết của cô về nhân vật do ảnh hưởng của Iruma, mà cái cách mô tả nhân vật của anh ấy đã định hướng cho tầm nhìn của cô. Mặc dù dự định trước đó là Sayaka sẽ tỏ tình và bị từ chối, tính cách của cô ấy đã phát triển chi tiết hơn khi từ khi bộ truyện tiếp diễn, và cô ấy đã ảnh hưởng vào cốt truyện hơn Nakatani đã dự định. Trong lúc viết cái kết cho cốt truyện phụ của cô ấy, Nakatani muốn tránh ngụ ý sự từ chối của cô ấy có nghĩa là cô ấy đã "thất bại", nói rằng Toko có thể đã không bao giờ chấp nhận lời tỏ tình của cô ấy ngay cả khi cô ấy đã tỏ tình sớm hơn trong câu chuyện. Cô đã viết lại hội thoại cảnh tỏ tình của Sayaka nhiều lần.
Trong ấn bản cuối, Nakatani muốn viết một cái kết hoàn chỉnh cho câu chuyện mà sẽ cho người đọc cảm giác họ đã xem tất cả những gì cần được xem, làm cho bản chất cảm xúc của Yu và Toko trở nên rõ ràng, và đảm bảo mối quan hệ của họ sẽ lâu dài. Cô muốn tránh việc gây ấn tượng rằng Yu và Toko được định mệnh sắp đặt bên nhau, thay vì nhấn mạnh điều đó họ được tự do lựa chọn một mối quan hệ sau khi họ đã thay đổi và có thể yêu nhau. Chương 44, có cảnh Yu và Toko quan hệ tình dục, được xem xét là cần thiết, Nakatani cảm thấy tốt nhất là không bỏ sót khía cạnh cảm xúc cho nhau của họ. Trong lời bạt chương cuối bối cảnh ba năm sau chương trước, mối quan hệ của họ không còn là bí mật với đa số bạn bè của họ, Nakatani nghĩ nó tốt hơn do cô muốn họ được hạnh phúc ở cuối câu chuyện. Toko cũng tiếp tục theo đuổi nghiệp diễn, Nakatani quyết định điều đó do cô "không muốn loại bỏ" giai đoạn trong cuộc sống của Toko cái lúc cô ấy bắt chước chị mình. Nakatani trích dẫn tác phẩm của Mizukami Satoshi, và cụ thể là manga Hoshi no Samidare, là cảm hứng cho chương cuối.

### Anime chuyển thể

#### Kế hoạch
Trước khi anime chuyển thể được bật đèn xanh, Kadokawa gửi cho đạo diễn Kato Makoto vài tựa đề mà họ đang xuất bản, hỏi anh có hứng thú đạo diễn một phiên bản anime của bất kì tác phẩm nào trong đó không. Trong số đó có Rồi Hoa Sẽ Nở, đã thu hút chú ý của Kato hơn các tác phẩm khác, và do đó anh đã xin anime được xem xét. Trong khi Kato thường không đọc manga trừ lúc được yêu cầu trong công việc, anh bị thu hút vào khung vẽ của Nakatani, theo anh nói là "rất tương đồng với cách làm trong phim ảnh". Kato cảm thấy rằng bản chuyển thể sẽ được đáp ứng tốt bởi phong cách đạo diễn của anh. Anh thừa nhận rằng anh không có am hiểu thể loại yuri, nhưng bị hấp dẫn bởi câu chuyện và thấy tiềm năng trong nó vì sự hấp dẫn phóng khoáng, thậm chí với những người không là fan của thể loại yuri. Kato tin việc đem vào quan điểm của anh với tư cách là người ngoài làm cho anime thú vị hơn, theo anh tưởng tượng rằng ai đó quen thuộc hơn với thể loại này sẽ sản xuất thứ gì đó có sự hấp dẫn giới hạn hơn.
Kato từng làm trợ lý đạo diễn cho Re:Creators, và ra mắt trong vai trò chỉ đạo chính trong anime chuyển thể của Beautiful Bones: Sakurako's Investigation, mà Nakatani đã xem trước. Như nguồn tư liệu của Beautiful Bones là tiểu thuyết dài kì, Kato không cần phải bám chặt vào hình ảnh đã tồn tại trước, và anh mô tả làm việc với manga chuyển thể là một thử thách vì lý do này. Trong khi Nakatani tự tin vào kỹ năng đạo diễn của Kato, cô lo lắng việc để cho người khác xử lý câu chuyện của cô, cô không chắc cô có được tham gia không. Kato đảm bảo Nakatani rằng anh quan tâm đến manga gốc và muốn tạo ra một bản chuyển thể bám sát, an ủi được lo lắng của cô ấy. Nakatani được hỏi ý kiến nhiều trong quá trình sản xuất anime, tham gia các buổi thu âm và họp kịch bản, và giám sát hình ảnh, thiết kế nhân vật, và storyboard. Kato coi ý kiến của cô ấy là quan trọng, do độ phức tạp của câu chuyện. Nakatani đã giải thích ý định của cô trong vài cảnh và nhân vật để đảm bảo nó chính xác, và cung cấp trình tự xảy ra được mường tượng về các sự kiện của câu chuyện. Cô cũng đóng góp các chi tiết mới không trực tiếp thể hiện trong manga, như là bản nháp ban đầu của vở kịch hội học sinh trước khi yêu cầu của Yu cho Koyomi duyệt lại nó. Nakatani cảm thấy dữ liệu đầu vào của cô đã giúp anime phản ánh kỹ hơn tác phẩm gốc của cô, cô đánh giá là vượt trội.

#### Kịch bản
Nhà biên kịch Hanada Jukki tham gia dự án sau khi được một nhà sản xuất hỏi anh có hứng thú không. Lúc đọc manga, Hanada cảm thấy nó sẽ khó chuyển thể, nhưng quyết định chấp nhận lời mời do anh cảm thấy anime sẽ đáng bỏ công. Nakatani đã là fan của tác phẩm của Hanada, và nhanh chóng đặt niềm tin vào anh. Trước khi viết kịch bản, anh đã thảo luận diễn giải câu chuyện với Nakatani, nói rằng anh đọc nó như là "một câu chuyện tình yêu đơn giản" giữa các cô gái với trọng tâm tối thiểu vào gợi dục đồng giới, và nó không đề cập đến việc né tránh "sự liên kết với 'điều trái đạo đức'" thường thấy trong các tác phẩm yuri khác. Hanada nói rằng hiểu biết của anh "không đi quá xa" khỏi quan điểm của Nakatani. Hanada cảm thấy có kết nối đến Toko nhất, anh đồng cảm với cảm xúc ghét bản thân của cô ấy, trong khi Kato đồng cảm với Yu. Hanada cảm thấy rằng điều này đóng góp vào sự thành công cộng tác của họ, rằng họ không mâu thuẫn với nhau vì cách mô tả nhân vật.
Trong lúc viết kịch bản, có vài thay đổi nhỏ, như là thay đổi vài câu thoại cụ thể và thứ tự trong vài cảnh được trình bày, để có nhịp độ câu chuyện tốt hơn cho anime truyền hình. Cũng có vài thứ thêm vào, như là mở rộng đoạn phát biểu hội học sinh của Yu, được Hanada viết. Tuy nhiên, không có đổi mới lớn nào, như Hanada và Kato mong muốn cho anime phù hợp trong phạm vi tính liên tục đã được thiết lập của manga. Có lúc Nakatani đề xuất cái kết gốc cho anime, nhưng điều này được quyết định là chống đối lại việc cho phép người xem chuyển tiếp vào manga và để cánh cửa mở cho việc làm tiếp. Anime ban đầu dự tính kết thúc với các sự kiện của tập bốn. Hanada và Kato cân nhắc kết thúc nó sau vở kịch hội học sinh, nhưng cảm thấy làm như thế thì sẽ làm cho anime "chỉ nói về Toko," và họ muốn cả Yu và Toko là trọng tâm. Tại thời điểm viết kịch bản, chương Yu và Toko đi thủy cung chưa được phát hành, nhưng Nakatani trình bày kế hoạch cho chương đó cho Hanada, và họ đồng ý làm nó là cái kết của anime. Phiên bản hẹn hò thủy cung của anime được mở rộng đáng kể từ bản manga, gồm các chi tiết thêm vào do Nakatani đóng góp.

#### Hình ảnh
Trước khi phần nhạc mở màn được đặt, Kato đã hình dung rõ ràng hình ảnh các đoạn mở màn và kết thúc. Với sự chấp thuận của nhà sản xuất Yamashita Shinpei, Kato bắt đầu vẽ storyboard cho phần nhạc mở màn trước khi nhận bài hát. Kato dự kiến phần mở màn, mà anh mô tả là phản chiếu "bản chất đôi" của các nhân vật, có cảm giác tương tự như video âm nhạc, cụ thể trong cách anh giới hạn bối cảnh của nó trong một địa điểm duy nhất. Anh đã chọn hình ảnh hoa nở trong trường học theo anh cảm thấy điều này sẽ tạo ra hình tượng ảnh hưởng lớn, và thiết lập cơ hội để thêm nhiều hình tượng tượng trưng quan trọng, cụ thể trong việc sử dụng ngôn ngữ của các loài hoa. Phần kết thúc, theo Kato mô tả là đơn giản hơn và dễ hiểu hơn, được dựa trên một bức họa từ vỏ điện thoại di động được bán làm hàng hóa cho manga. Giai điệu lạc quan của bài nhạc kết thúc "hectopascal" được chọn để "khởi động lại cảm xúc [của người xem]", để cho họ vui vẻ và háo hức muốn xem tập tiếp theo thay vì lo lắng về sự phát triển của cốt truyện, và giai điệu nặng nề và cảm xúc hơn của bài hát mở màn được chọn để làm tương phản lựa chọn này.
Trong lúc tạo thiết kế nhân vật anime, Gōda Hiroaki đã mô tả khơi gợi tranh của Nakatani là một thử thách đáng kể. Kato khuyên anh "tránh vẽ giống nhau như khuôn". Khi anh không thông thạo "phong cách nghệ thuật hiện đại", anh đã dành nhiều tháng mài dũa phiên bản nhân vật của anh, nhưng cảm thấy chúng vẫn không đạt được cái chi tiết được thấy trong tranh của Nakatani. Khi vẽ các phân đoạn hoạt họa, anh không tham khảo bảng thiết kế nhân vật của anh, thay vào đó luôn tham khảo tranh gốc của Nakatani. Gōda cảm thấy rằng trong khi vẽ Yu thì "dễ làm", cách biểu lộ cảm xúc của Toko thì thử thách hơn do tính "hai mặt" của cô ấy. Anh bình luận rằng các cảnh "khi họ đang nghĩ về cái gì đó, nhưng không được để điều đó hiện lên mặt họ" là cực kỳ khó vẽ trong khi nó là cần thiết để truyền tải cảm xúc khát khao mà không dùng biểu lộ cảm xúc của họ để mô tả một cách rõ ràng. Sayaka cũng được cân nhắc là khó, như Gōda cảm thấy anh thường "không vẽ được cô ấy với bầu không khí hoàng tộc thích hợp". Tuy nhiên, anh ghi chú các biểu cảm của Sayaka trong hai cảnh cụ thể, khi cô ấy chất vấn Yu trong tập 6, và khi cô ấy gạt bỏ bạn gái cũ trong tập 8, là nó "thật sự vui".

#### Âm nhạc
Phần nhạc cho anime, được soạn bởi Ōshima Michiru, được viết với ý định chung về việc tạo ra "cái gì đó lắp lánh." Biên khúc bị giới hạn sử dụng trong nhạc cụ piano, bộ dây, và bộ gỗ, và tương tự, Ōshima đã quyết định soạn nhạc thính phòng. Phần nhạc được thu âm tại một phòng thu ở New York, để tạo ra âm thanh "tươi mới và cao". Mặc dù cô muốn gợi ra một "phản ứng tâm lý" trong người xem, Ōshima không muốn diễn đạt tâm trạng "ảm đạm" quá mạnh. 35 bài được đặt cho phần nhạc.

#### Ảnh hưởng của phim
Có nhiều phần thêm vào trong anime mà Nakatani thích, như là bài phát biểu bầu cử hội học sinh của Yu. Anime có nhiều cảnh Yu ở dưới nước như là một ẩn dụ trực quan, bao gồm một cảnh cụ thể từ đoạn mở đầu tập một lúc cô ấy vươn tay ra xuyên màn nước. Nakatani đặc biệt thích hình ảnh này, cô vẽ một ảnh tương tự làm trang đầu cho của chương 34 trong manga. Ngoài ra, chương 39 được lấy cảm hứng từ lời bài hát kết thúc của anime.

## Chủ đề

### Vô tính và vô ái
Nhiều nhà phê bình nói tiếng Anh đánh giá cả manga và anime đã làm sáng tỏ tính cách của Koito Yu, và việc bày tỏ sự thiếu hấp dẫn với Toko của cô ấy ở đầu câu chuyện, như gợi ý rằng cô ấy là vô tính hoặc vô ái (hoặc một số biến thể của chúng). Các bài đánh giá hoặc khen bộ truyện vì nhận thức đại diện của các nhân dạng vô tính luyến ái, hoặc chỉ trích nó là một miêu tả không thỏa đáng hay thất vọng. Natasha H., trong một bài viết cho Crunchyroll, nói rằng câu chuyện né tránh mô tả Yu là "người đau khổ" và thể hiện cô ấy như một cá thể vô tính mà vẫn có khả năng đem lại mối quan hệ thỏa mãn với Toko. Trong Neo, Alex Jones đã viết rằng trong khi cảm xúc của Yu ban đầu có thể hiện ra là vô ái, sự phát triển sau này trong cốt truyện gợi ý rằng cô ấy là á tính. Jones công nhận rằng điều này có thể "làm nản lòng" người đọc vô tính, nhưng nói rằng với sự thêm vào của Maki, bộ truyện đã tránh ngụ ý người vô ái là "đóa hoa nở muộn".
Bauman đánh giá làn sóng đọc tác phẩm tăng lên là do anime chuyển thể đã không chuyển thể phần cốt truyện sau, đoạn mà Yu phát triển sự hấp dẫn giới tính dứt khoát vào Toko. Trong khi Bauman nói nó là "một lý lẽ hợp lý và dễ hiểu" nếu chỉ dựa trên anime, cô phủ nhận xu hướng đọc này, trích dẫn việc quảng bá tác phẩm là một chuyện tình thông thường và mô tả rõ ràng về sự hấp dẫn lãng mạn và tình dục ở cả hai mặt. Bauman cảm thấy rằng thất bại trong việc đáp lại sức hút của Toko ban đầu của Yu được quy cho là một "lỗi nhân vật" hơn là một biểu cảm của bất kì xu hướng cảm xúc không đúng tiểu chuẩn nào. Thêm vào đó, cô đã chỉ trích tính cách của Maki là tấm gương xấu của đại diện vô tính, nói rằng bộ truyện không công nhận tính thực tế của người vô tính và vô ái, những người "có thể có cuộc sống đầy ý nghĩa và những câu chuyện của riêng họ mà không nhất thiết liên quan đến tán tỉnh."

### Việc sử dụng các tropeyuri
Viết cho Anime News Network, Nicki "YuriMother" Bauman gọi Rồi hoa sẽ nở là "một trong những tác phẩm yuri thành công nhất," lưu ý vào thành công thương mại của nó và sự phổ biến với người đọc, cô nói nó "xứng đáng từng chút một". Mặc cho sự công nhận này, Bauman cũng chỉ trích bộ truyện. Trong khi cô nói nó thoát ra khỏi nhiều trope thường gắn liền với yuri, cô nói nó có nhiều trope yuri thông thường, mô tả nó là "một ví dụ về cấu trúc 'gái-gặp-gái' gần như theo sách vở". Bauman đã chỉ ra nhiều yếu tố cốt truyện, như là cốt truyện trường học và sự thu hút vào Toko của Sayaka, cũng bắt chước các câu chuyện khác ví dụ như Maria-sama ga Miteru và Strawberry Panic!. Ý kiến chỉ trích khác là biểu cảm mạnh mẽ về tình cảm dành cho Yu của Toko, mô tả nó là một ví dụ về trope "nhân vật nữ đồng tính tà tâm", mà Bauman gọi là "một trong những trope có hại nhất của yuri".
Mặc dù vậy, cô khen cách Nakatani thoát khỏi truyền thống "tình yêu đồng giới nhất thời" do những câu chuyện Class S lập ra trong việc mô tả Yu và Toko quan hệ tình dục và trở thành một cặp đôi khi đã trưởng thành (mặc dù cô ghi chú rằng Kisses, Sighs, and Cherry Blossom Pink và Kase-san đã phá vỡ các quy tắc này rồi). Trong bài viết cho Anime Feminist, Alex Henderson cũng khen phần phát triển tính cách của Sayaka, sự mô tả mối quan hệ của Riko và Miyako, và vai trò của họ trong câu chuyện của cô ấy, cũng lo lắng cấu trúc "chỉ là nhất thời" của các trope Class S. Bauman đồng tình với Henderson, thêm vào việc khen câu chuyện của Sayaka trong bộ tiểu thuyết ăn theo, và mô tả Riko và Miyako là "hình tượng người lớn đồng tính dẫn lối cho thế hệ tiếp theo".

## Các loại hình truyền thông

### Manga
Manga được viết và minh họa bởi Nakatani Nio. Bắt đầu xuất bản định kỳ trên tạp chí hàng tháng của ASCII Media Works, Dengeki Daioh vào ngày 27 tháng 4 năm 2015 và kết thúc vào ngày 27 tháng 9 năm 2019. Tankōbon tập tám và cuối của manga được phát hành vào tháng 11 năm 2019. Mô tả bộ truyện là có "...ảnh dễ thương và [một] chuyện tình đẹp," Seven Seas Entertainment thông báo bản quyền manga phát hành tiếng Anh tại Bắc Mỹ vào ngày 14 tháng 2 năm 2016. Manga hiện được phát hành bằng tiếng Nhật, tiếng Anh, tiếng Hàn, tiếng Trung phồn thể, tiếng Trung giản thể, tiếng Thái, tiếng Pháp, tiếng Ý, tiếng Đức, tiếng Tây Ban Nha và tiếng Việt.
Tại Việt Nam, manga được IPM công bố bản quyền vào ngày 11 tháng 6 năm 2022 trên Facebook, và phát hành từ ngày 24 tháng 4 đến ngày 22 tháng 8 năm 2023. Trong bản tiếng Việt, cảnh quan hệ tình dục của Yu và Toko đã bị cắt.
Manga được tái phát hành bản màu webtoon bởi ấn hiệu Tatesuku Comic của Kadokawa Future Publishing. Bắt đầu phát hành định kỳ trên BookWalker ngày 11 tháng 8 năm 2021.
| #                                                                                            | Nhan đề | Phát hành tiếng Nhật                   | Phát hành tiếng Việt                                                   |
| -------------------------------------------------------------------------------------------- | --- | -------------------------------------- | ---------------------------------------------------------------------- |
| 1                                                                                            | Suki o shiranai shōjo ga deau, hitosujinawade wa ikanai ── on'nanoko dōshi no ren'ai (好きを知らない少女が出会う、一筋縄ではいかない──女の子同士の恋愛) | 27 tháng 10 năm 2015 978-4-04-865432-6 | 24 tháng 4 năm 2023 978-604-382-404-9 978-604-382-859-7 (bản giới hạn) |
| 2                                                                                            | Watashi ni suki wa, otozurenai (わたしに好きは、訪れない)                                                                                               | 27 tháng 4 năm 2016 978-4-04-865875-1  | 8 tháng 5 năm 2023 978-604-382-405-6                                   |
| 3                                                                                            | Kono mama de itai. Hontoda yo. (このままでいたい。ほんとだよ。)                                                                                         | 26 tháng 11 năm 2016 978-4-04-892431-3 | 2 tháng 6 năm 2023 978-604-382-860-3                                   |
| 4                                                                                            | Wagamamada. Anata mo, watashi mo. (わがままだ。あなたも、わたしも。)                                                                                    | 27 tháng 6 năm 2017 978-4-04-892919-6  | 22 tháng 6 năm 2023 978-604-382-861-0                                  |
| 5                                                                                            | Kokode wanai basho e (ここではない場所へ) | 27 tháng 1 năm 2018 978-4-04-893541-8  | 8 tháng 7 năm 2023 978-604-382-846-7                                   |
| 6                                                                                            | Senpai wa mou, daijoubu da ne. (先輩はもう、大丈夫だね。)                                                                                               | 27 tháng 9 năm 2018 978-4-04-912047-9  | 22 tháng 7 năm 2023 978-604-382-847-4                                  |
| 7                                                                                            | Gakkō ni nokoru Yū wa, suki ga wakarazu ni... ... . (学校に残る侑は、好きがわからずに......。)                                                          | 26 tháng 4 năm 2019 978-4-04-912493-4  | 1 tháng 8 năm 2023 978-604-382-848-1                                   |
| 8                                                                                            | Suki o shiranai shōjo-tachi no koi monogatari, saishū maki. (好きを知らない少女たちの恋物語、最終巻。)                                                  | 27 tháng 11 năm 2019 978-4-04-912869-7 | 22 tháng 8 năm 2023 978-604-382-849-8 978-604-382-862-7 (bản giới hạn) |
| Mã ISBN tiếng Việt được lấy từ Cục Xuất bản, In và Phát hành - Bộ thông tin và truyền thông. | |                                        |                                                                        |

#### Tuyển tập
Hai cuốn tuyển tập manga chính thức được xuất bản bởi Kadokawa và được phát hành từ tháng 12 năm 2018 đến tháng 3 năm 2020.
| # | Ngày phát hành tiếng Nhật | ISBN tiếng Nhật |
| - | ------------------------- | --------------- |
| 1 | 25 tháng 12 năm 2018      | 978-4049122381  |
| 2 | 26 tháng 3 năm 2020       | 978-4049131130  |

### Tiểu thuyết
Tiểu thuyết ngoài lề, Bloom Into You: Regarding Saeki Sayaka (やがて君になる 佐伯沙弥香について Yagate Kimi ni Naru: Saeki Sayaka ni Tsuite), được viết bởi Iruma Hitoma và được xuất bản thông qua ấn hiệu Dengeki Bunko của Kadokawa từ ngày 10 tháng 11 năm 2018. Tập hai được phát hành vào ngày 10 tháng 5 năm 2019, và tập ba được phát hành vào ngày 10 tháng 3 năm 2020.
| # | Ngày phát hành tiếng Nhật | ISBN tiếng Nhật   |
| - | ------------------------- | ----------------- |
| 1 | 10 tháng 11 năm 2018      | 978-4-04-912165-0 |
| 2 | 10 tháng 5 năm 2019       | 978-4-04-912518-4 |
| 3 | 10 tháng 3 năm 2020       | 978-4-04-913129-1 |

### Anime
Bộ anime truyền hình 13 tập được công bố trong ấn bản tháng 6 của tạp chí Dengeki Daioh vào ngày 27 tháng 4 năm 2018. Phim được Troyca làm hoạt họa, sản xuất bởi Kadokawa, Docomo Anime Store, AT-X, Sony Music Solutions và Kadokawa Media House và do Katō Makoto đạo diễn, với Hanada Jukki biên soạn, Gōda Hiroaki thiết kế nhân vật và Ōshima Michiru soạn nhạc. Bài hát mở đầu là "Kimi ni Furete" (君にふれて Touched By You) do Azuna Riko trình bày, còn bài hát kết thúc là "hectopascal" do Takada Yūki và Kotobuki Minako trình bày. Phim được phát sóng tại Nhật từ ngày 5 tháng 10 đến ngày 28 tháng 12 năm 2018. Sentai Filmworks sở hữu bản quyền phim bên ngoài lãnh thổ châu Á và phát nó trên Hidive dưới dạng phụ đề và lồng tiếng Anh. Sentai cũng phát hành bộ phim dạng DVD và Blu-ray vào tháng 9 năm 2019, trong khi đó MVM Films phát hành bộ phim cùng dạng tại Anh. KSM Anime phát hành bộ phim dạng DVD và Blu-ray có lồng tiếng Đức.
| STT | Tựa đề | Đạo diễn        | Ngày phát sóng đầu tiên |
| --- | --- | --------------- | ----------------------- |
| 1 | "Mình không thể chạm đến những vì sao" Chuyển ngữ: "Watashi wa Hoshi ni Todokanai" (tiếng Nhật: わたしは星に届かない)                                            | Katō Makoto     | 5 tháng 10 năm 2018     |
| Được nhờ giúp đỡ hội học sinh tại trường, Koito Yu bắt gặp thành viên hội học sinh Nanami Toko từ chối một lời tỏ tình, tuyên bố cô không có ý định hẹn hò với bất kì ai. Nhớ lại lời tỏ tình từ cậu bạn mà cô ấy chưa đáp lại, Yu kể cho Toko về cảm xúc mà cô ấy không hiểu. Sau khi giúp cô ấy từ chối cậu bạn thích đáng, Toko nói Yu rằng cô đã yêu cô ấy. Sau đó, Toko hỏi Yu làm người đề cử cho cuộc bầu cử hội trưởng hội học sinh. | |                 |                         |
| 2 | "Tấn công / Đăng ký yêu lần đầu" Chuyển ngữ: "Hatsunetsu / Hatsukoi Shinsei" (tiếng Nhật: 発熱／初恋申請)                                                        | Watanabe Shū    | 12 tháng 10 năm 2018    |
| Quyết định chọn Yu làm người đề cử của Toko không được lòng người bạn thân Saeki Sayaka, nhưng Sayaka vẫn quyết định giúp Yu. Sau đó, khi Yu nói cô không phải loại người dễ yêu, Toko bất ngờ hôn cô. Khi sự chú ý tập trung vào cuộc bầu cử, Yu để ý Toko thật sự nghĩ cô ấy là người đặc biệt, và trở nên ghen tị do cô không thể có cảm xúc tương tự. Ghi nhận điều đó, Toko hỏi Yu hãy để cô ấy yêu cô mà không cần Yu phải yêu lại mình, Yu đã đồng ý. | |                 |                         |
| 3 | "Mông lung / Người yêu tôi" Chuyển ngữ: "Mada Taikiken / Watashi o Suki na Hito" (tiếng Nhật: まだ大気圏／わたしを好きな人)                                      | Morita Geisei   | 19 tháng 10 năm 2018    |
| Trong ngày nghỉ, Yu gặp các bạn từ hồi cấp hai, một trong số đó đã bị từ chối tỏ tình. Vào ngày bầu cử hội học sinh, Toko tiết lộ Yu rằng cô thấy lo lắng về việc giữ hình ảnh hoàn hảo trong mắt mọi người và sợ bị hoàn lại con người trước đây của cô, nhưng Yu đảm bảo rằng cô ấy có thể thể hiện sự yếu đuối trước cô. Mặc cho bản thân đang lo lắng, Yu có thể hoàn thành bài phát biểu tranh cử trong khi cũng công bố dự định gia nhập hội học sinh của cô, kết quả là Toko thắng cử. | |                 |                         |
| 4 | "Khoảng cách giữa thương mến và nụ hôn / Không phải là một vai" Chuyển ngữ: "Suki to Kisu no Kyori / Yakusha janai" (tiếng Nhật: 好きとキスの距離／役者じゃない) | Takada Masatoyo | 26 tháng 10 năm 2018    |
| Toko tiết lộ rằng cô muốn hồi sinh truyền thống hội học sinh diễn kịch trong lễ hội văn hóa. Sau đó, thành viên hội học sinh Maki Seiji thấy Toko và Yu đang hôn nhau. Sau khi hỏi Yu về nó, Maki, người thích quan sát chuyện lãng mạn của người khác, đồng ý không nói cho Toko hay bất kì ai khác về điều cậu đã thấy, gợi ý Yu rằng cô có thể đã yêu Toko nhiều hơn cô nhận ra. | |                 |                         |
| 5 | "Rắc rối với những lựa chọn" Chuyển ngữ: "Sentaku Mondai / Zoku Sentaku Mondai" (tiếng Nhật: 選択問題／続・選択問題)                                             | Hatano Kōhei    | 2 tháng 11 năm 2018     |
| Trong khi phủ nhận về điều Maki ám chỉ, Yu được bạn cùng lớp Kano Koyomi xin ý kiến phản hồi về tiểu thuyết mà cô đang viết. Sau đó, Yu mời Toko đến nhà cô học, ở đó Toko lo về cảm xúc của Yu cho cô ấy trước khi trao đổi thông tin liên lạc với người chị Rei. | |                 |                         |
| 6 | "Những lời giấu kín / Những lời chưa từng giấu kín" Chuyển ngữ: "Kotoba wa Tojikome / Kotoba de Tojikomete" (tiếng Nhật: 言葉は閉じ込めて／言葉で閉じ込めて)     | Watanabe Shū    | 9 tháng 11 năm 2018     |
| Khi hội học sinh tìm người viết kịch bản cho vở kịch của họ, Sayaka tiếp cận Yu, người có Koyomi trong đầu nhưng không nói ra vì lo cho Toko, và nói cô ấy tìm hiểu hội trưởng hội học sinh của bảy năm trước. Không thể tìm ra bất kì tài liệu liên quan nào từ bảy năm trước, Yu biết được từ Rei và một trong các giáo viên rằng hội trưởng hồi đó là chị của Toko, Mio, đã chết trong một vụ tai nạn giao thông trước khi cô ấy có thể trình diễn tại lễ hội văn hóa. Nhận ra Toko đang cố bắt chước chị mình, Yu cố thuyết phục cô ấy không được ép bản thân thực hiện vở kịch, nhưng Toko từ chối, cảm thấy cô ấy không thể bỏ điều mà khiến người khác coi cô là người đặc biệt. Tuyên bố rằng cô không thể yêu mặt nào của Toko, Yu hứa ở lại bên cô ấy và phụ giúp vở kịch. Sau đó, khi đi bộ cùng nhau, Toko nghĩ về việc cô không bao giờ muốn Yu thay đổi, vì cô sợ nếu Yu thay đổi rồi thì Toko sẽ không yêu cô nữa và trở về trạng thái cô đơn. Theo đó, Toko hi vọng Yu sẽ không bao giờ yêu cô. | |                 |                         |
| 7 | "Quá nhiều bí mật / Tia sáng" Chuyển ngữ: "Himitsu no Takusan / Tanebi" (tiếng Nhật: 秘密のたくさん／種火)                                                       | Sakai Hayato    | 16 tháng 11 năm 2018    |
| Sayaka nhớ lại thời cô ấy hẹn hò một cô gái hồi cấp hai, mà rốt cuộc người đó không nghiêm túc, sau này thì cô yêu Toko. Khi Yu, Toko, Sayaka, và Koyomi tập hợp tại một quán café để thảo luận vở kịch, Sayaka chú ý điều gì đó giữa giáo viên Hakozaki Riko và chủ quán café Kodama Miyako. Nói chuyện riêng với Miyako, Sayaka biết được cô ấy và Riko đang hẹn hò và kể cho cô ấy về cảm xúc của cô dành cho Toko. | |                 |                         |
| 8 | "Giao thoa / Mắc mưa" Chuyển ngữ: "Kōten / Ori Komeru" (tiếng Nhật: 交点／降り籠める)                                                                            | Morita Geisei   | 23 tháng 11 năm 2018    |
| Trong khi chờ Toko, Sayaka chạm mặt bạn gái cũ, có thể nói ra ý kiến của cô. Sau đó, khi hội học sinh chuẩn bị tham gia sự kiện chạy tiếp sức, Yu dành thời gian với Sayaka để nghe suy nghĩ của cô ấy về vở kịch và Toko. Vào một ngày mưa, Yu phải đi bộ về nhà với Toko, người trở nên cảnh giác với Yu khi thể hiện tình cảm cho cô ấy. | |                 |                         |
| 9 | "Chuẩn bị / Tiếng súng xuất phát im lặng" Chuyển ngữ: "Ichi ni Tsuite / Gōhō wa Kikoenai" (tiếng Nhật: 位置について／号砲は聞こえない)                           | Takada Masatoyo | 30 tháng 11 năm 2018    |
| Trong khi chuẩn bị cho hội thao, Toko dẫn Yu vào phòng dụng cụ để hôn cô ấy, xin một nụ hôn từ cô đáp lại vào cuối ngày. Vào ngày đã định, Maki nói Yu rằng cậu ấy không có cảm giác lãng mạn với bất kì ai, thích xem chuyện lãng mạn của người khác từ xa hơn. Yu giải bày cô cũng cảm thấy tương tự, nhưng Maki để ý cô không cảm thấy chính xác như vậy. Vào cuối ngày, khi Toko nhận phần thưởng của mình, Yu bắt đầu nhận thức về cảm xúc của mình cho cô ấy. | |                 |                         |
| 10 | "Mình không trọn vẹn / Sao giữa ban ngày / Ảo ảnh" Chuyển ngữ: "Watashi-miman / Hiru no Hoshi / Nigemizu" (tiếng Nhật: 私未満／昼の星／逃げ水)                   | Watanabe Shū    | 7 tháng 12 năm 2018     |
| Koyomi hoàn thành bản thảo đầu tiên của vở kịch, có trung tâm về một cô gái bị mất trí nhớ phải chọn cách hiểu về cô ấy của người nào là bản chất thật của mình. Khi hội học sinh lên kế hoạch trại tập huấn để tập kịch, Yu đi mua sắm với người bạn cấp hai Natsuki, người để ý Yu đã thay đổi. Trong khi đó, Toko vẫn ám ảnh với ý tưởng trở thành chị Mio. | |                 |                         |
| 11 | "Trọng tâm tam giác / Mồi lửa" Chuyển ngữ: "Sankakkei no Jūshin / Dōka" (tiếng Nhật: 三角形の重心／導火)                                                         | Kawana Kana     | 14 tháng 12 năm 2018    |
| Hội học sinh bắt đầu trại tập huấn, còn Koyomi thì lo cái kết mà cô ấy chọn cho vở kịch có đúng hay không. Vào ngày thứ hai, Ichigaya Tomoyuki, bạn học cũ của Mio, được gọi đến huấn luyện các học sinh. Lúc hỏi Tomoyuki về kiểu người Mio trước đây, Toko bị sốc khi biết rằng người mà anh ấy biết khác với người mà cô ấy tưởng. | |                 |                         |
| 12 | "Bỗng dưng nghẹt thở" Chuyển ngữ: "Kigatsukeba Iki mo Dekinai" (tiếng Nhật: 気が付けば息も出来ない)                                                              | Watanabe Shū    | 21 tháng 12 năm 2018    |
| Khi trại tập huấn kết thúc, Yu trở nên lo lắng hơn về hành vi của Toko. Sau trại tập huấn, Yu mời Toko về phòng cô ấy và biết được Toko lo lắng về điều mà Tomoyuki kể cho cô ấy về Mio. Muốn Toko dừng ghét bản thân, Yu quyết định nhờ Koyomi viết lại cái kết của vở kịch để thay đổi Toko. | |                 |                         |
| 13 | "Đến trạm cuối / Hải đăng" Chuyển ngữ: "Shūchaku Eki Made / Tōdai" (tiếng Nhật: 終着駅まで／灯台)                                                                | Katō Makoto     | 28 tháng 12 năm 2018    |
| Trong khi Yu và Koyomi làm kịch bản mới, Sayaka hỏi Toko về điều mà cô ấy biết về Mio. Sau đó, Yu và Toko đi chơi ở thủy cung, rồi Toko nói về cảm xúc dành cho cô ấy của mình. Quyết định tập dượt vở kịch với cô ấy, Yu gián tiếp nói Toko rằng cô ấy không cần phải ép bản thân trở thành người khác. | |                 |                         |

### Kịch nói
Một vở kịch nói chuyển thể từ manga đã trình diễn tại Nhật vào tháng 5 năm 2019. Vở kịch thứ hai, chuyển thể các sự kiện trong tiểu thuyết Regarding Saeki Sayaka, trình diễn từ tháng 10 đến tháng 11 năm 2020. Một buổi diễn lại của vở kịch, với kịch bản được sửa lại để thêm các sự kiện của phần kết trong manga, được thông báo vào tháng 10 năm 2019 như là một phần của dự án "Curtain Call" sau khi kết thúc phát hành định kỳ manga. Nó được lên kế hoạch diễn trong mùa thu năm 2020, tuy nhiên, nó bị hoãn do đại dịch COVID-19. Vào tháng 7 năm 2022, buổi diễn lại được lên lịch trình diễn từ ngày 25 tháng 11 đến ngày 4 tháng 12 năm 2022, với dàn diễn viên cũ trở lại với vai của họ.

## Đón nhận
Tính đến năm 2019, 1.000.000 bản được in tại Nhật. Nó đứng thứ 4 trên Next Manga Awards năm 2017 của Niconico và Da Vinci. Manga cũng được xếp hạng trên bảng xếp hạng manga hàng tuần của Oricon, với tập 4 được hạng 30 và tập 5 được hạng 21. Manga được xếp hạng 3 trong khảo sát "Manga được mong đợi làm Anime do người hâm mộ bình chọn" năm 2018 của AnimeJapan. Nhà sáng tạo Sword Art Online Kawahara Reki đã bày tỏ trong một cuộc trò chuyện với Nakatani và Kayano Ai (lồng tiếng cho Sayaka trong anime) rằng ông là fan của tác phẩm.
Trong một khảo sát diễn ra vào tháng 4 năm 2022 bởi trang Anime Anime, Rồi hoa sẽ nở đứng thứ 3 về bộ anime mà người đọc muốn được tiếp tục.

### Phê bình
Erica Friedman, đánh giá Rồi hoa sẽ nở trên cơ sở mỗi tập truyện, là người bình phẩm đầu tiên của bộ truyện. Friedman khen hình ảnh, tính đa dạng giới tính trong dàn nhân vật, và thiếu sự tin cậy vào fanservice, nhưng bày tỏ sự lo lắng với cách biểu đạt sốt sắng cảm xúc của Toko, và nhận thấy sự hồ nghi trong các cảnh hôn. Friedman cũng không thích cốt truyện lãng mạn dễ hiểu, cảm thấy rằng khả năng Yu là người vô tính hay vô ái không được xem xét. Tuy nhiên, Friedman khen tính cách của Sayaka và cốt truyện phụ của cô ấy trong manga, và việc bao gồm Riko và Miyako như tấm gương về một mối quan hệ đúng đắn. Cô mô tả nó là "hấp dẫn, hơn là giải trí" và hi vọng cốt truyện sau này giải được những phê bình của cô. Friedman sau này khen một cảnh trong tập 5 khi thấy Yu trở thành "một nhân vật chủ động trong câu chuyện" trong cảnh Yu thuyết phục Toko không phụ thuộc vào cô ấy để đáp ứng cho bản thân. Mặc dù vẫn thất vọng Yu không phải là "một nhân vật chính trong manga vô ái hiếm hoi," cô cuối cùng đã khen sự phát triển nhân vật của bộ truyện và cái kết.
Michelle Smith của Manga Bookshelf đã viết rằng cô ban đầu coi lời tỏ tình đầu tiên của Toko là "không xứng đáng" nhưng những phát triển sau trong phần còn lại của tập đầu tiên đã thu hút được cô. Sean Gaffney cảm nhận rằng chân dung của Yu là một "sự hoán vị thú vị" và cho rằng tính cách của cô ấy giúp manga được phổ biến, nhưng cũng khen câu chuyện và dàn nhân vật nói chung, nói anh "ngạc nhiên vài lần từ đầu đến cuối."
Rebecca Silverman của Anime News Network cho đánh giá tích cực tập đầu manga, nói rằng khả năng Yu là vô tính làm cho câu chuyện thú vị hơn, "nó cung cấp thứ gì đó như kiểu người đại diện có thể nhận diện cho một nhóm người được miêu tả không đúng cách và đặt tựa truyện này tách rời với thể loại của nó." Silverman suy xét rằng thử nghiệm giới tính của Yu với Toko suốt câu chuyện là hình ảnh phản chiếu của Nakatani viết bộ yuri đầu tiên của cô cũng như bộ truyện ra mắt của cô sau khi chủ yếu viết dōjinshi, nói, "Cái chúng ta có thể đang xem là một tác giả đang thử nghiệm một thể loại mà cô ấy chưa hoàn toàn thoải mái". Cô cũng khen ngợi lựa chọn đặt câu chuyện trong một trường nam nữ học chung như là một "thay đổi tốt" từ các câu chuyện yuri khác, và nói rằng nó "không có trope 'mạnh mẽ'" (như trong Citrus hay NTR: Netsuzou Trap). Tuy nhiên, Silverman gọi tranh và thiết kế nhân vật của Nakatani là đơn giản và "hơi chung chung", mặc dù cô khen nó "dễ đọc".
Trong một bài viết cho tạp chí Neo, Alex Jones khen anime chuyển thể là sự thám hiểm "xa rộng" về chủ đề của nó, trong sự tương phản với cách tiếp cận tập trung fan service của Citrus (bộ anime chuyển thể đã phát sóng cùng năm với Rồi hoa sẽ nở). Jones đã khen việc thêm nhân vật Sayaka và cách bộ phim khám phá quá khứ của cô ấy, nói rằng nó nâng cao tính cách của cô vượt xa trope "phải lòng bạn thân không được đáp lại" thông thường, và cũng khen vai trò của Riko và Miyako trong việc giúp cô ấy thấy tự tin vào nhân dạng của cô. Đánh giá anime trong cùng ấn bản, Jones cảm thấy rằng đề tài vô ái chưa bao giờ "được tôn kính," và khen chủ đề nội quan của câu chuyện cũng như chất lượng của tác phẩm và cách diễn đạt nhân vật, nói anime "không bao giờ phụ thuộc vào việc cố ra vẻ 'dễ thương' trong hàm ý thông thường". Ghi chú phê bình duy nhất của Jones là anime chỉ cung cấp một "câu chuyện chưa hoàn chỉnh" không chuyển thể phần còn lại của manga.
Các cây viết cho trang Anime Feminist cũng đánh giá anime chuyển thể. Trong một bài đánh giá của tập đầu, Vrai Kaiser nói tập đầu có "tất cả phẩm chất của một loại kịch tâm lý tình cảm lãng mạn tốt", mô tả là "nhịp điệu hơi chậm", và khen bộ lọc màu "nhấn mạnh vào thực vật và sự thay đổi của mùa." Tuy nhiên, họ nói rằng những người coi Yu là thuộc phổ vô tính/vô ái sẽ "thất vọng hoặc thậm chí tổn thương", nhưng khen bộ phim về hình ảnh, và hi vọng nó sẽ mở cửa cho "nhiều anime yuri dành cho khán giả đồng tính nữ." Trong bài đánh giá sau này, họ mô tả anime chuyển thể là "khá đẹp", mặc dù bày tỏ thích manga hơn. Alex Henderson, cây viết khác cho trang, thì tích cực hơn, nói rằng bộ phim có các trope thông thường trong yuri, đưa ra "đại diện đồng tính quan trọng" trong thế giới hư cấu, và mô tả bộ phim là có "đại diện cặp đôi đồng tính người lớn" không như các tựa đề yuri khác.